# Гладиг, Маттео
Маттео Гладиг (итал. Matteo Gladig, 1880, Триест — 1915, Лайбах) — итальянский шахматист, неофициальный чемпион Италии 1911 г.
После начала Первой Мировой войны был призван в австрийскую армию (Триест был частью Австро-Венгрии).
Существуют две основные версии его гибели. По первой из них, Гладиг попытался дезертировать из австрийской армии, чтобы примкнуть к итальянской армии, но был задержан и умер в тюрьме. Согласно другой, Гладигу удалось перейти на сторону итальянцев, но вскоре он погиб в бою.

## Спортивные результаты
| Год  | Город   | Соревнование                                                   | + | − | = | Результат | Место |
| ---- | ------- | -------------------------------------------------------------- | - | - | - | --------- | ----- |
| 1905 | Триест  | Чемпионат Шахматного общества Триеста                          |   |   |   |           | 1     |
| 1909 | Триест  | Матч с О. Дурасом                                              | 1 | 1 | 2 | 2 : 2     |       |
|      | Триест  | Чемпионат Шахматного общества Триеста                          |   |   |   |           | 2     |
| 1910 | Гамбург | 17-й конгресс Германского шахматного союза (побочный турнир)   |   |   |   |           | ----  |
| 1911 | Рим     | Национальный турнир (5-й турнир Итальянского шахматного союза) |   |   |   | 11½ из ?? | 1     |